# Louis Foster
Louis James Foster (Odiham, 27 de julho de 2003), é um automobilista britânico que atualmente disputa a IndyCar Series pela equipe Rahal Letterman Lanigan Racing. Ele é o campeão da Indy NXT de 2024 pela Andretti Autosport, e também venceu o campeonato Indy Pro 2000 de 2022. Foster competiu anteriormente no Eurofórmula Open de 2021 com a CryptoTower Racing e no Campeonato Britânico de Fórmula 3 de 2020 com a Double R Racing, onde terminou em terceiro.

## Vida pessoal
Louis é filho do ex-piloto do Campeonato Britânico de Carros de Turismo, Nick Foster. Ele frequentou o Lord Wandsworth College em Hook, Hampshire. Seu piloto de corridas favorito é o campeão da Fórmula 1 James Hunt, e nas horas vagas, ele assiste à série britânica The Crown, da Netflix.

## Carreira

### Fórmula 4 Britânica
Foster migrou para os monopostos quando se juntou à Double R Racing para a temporada 2019 do Campeonato Britânico de Fórmula 4 da FIA, equipado com o Ford EcoBoost. Em fevereiro de 2019, Foster recebeu o patrocínio da concessionária global de carros usados Copart.
Foster obteve sua primeira vitória já na segunda corrida da temporada, e também se destacou na rodada de Donington, vencendo duas corridas e conquistando um terceiro lugar na outra, o que lhe deu uma vantagem de 17 pontos na tabela do campeonato.
No resto da temporada, Foster acumulou mais três vitórias e nove pódios - dominando em Silverstone - e disputou o título até a rodada final, mas terminou em terceiro no campeonato.

### Campeonato BRDC F3
Em 2020, Foster disputou a F3 BRDC, permanecendo na Double R Racing. Sua estreia seria no Oulton Park, agendada para 11 e 13 de abril, mas acabou adiada para os dias 1 e 2 de agosto devido à pandemia da COVID-19.
Já em seu final de semana de estreia, Foster conquistou pole position nas duas corridas da rodada, e obteve seu primeiro pódio.
Sua primeira vitória foi em Donington Park, e depois conquistou uma série de resultados entre os dez primeiros, incluindo uma subida de dez posições, do 18º para o 8º lugar na segunda corrida em Donington.
Mais sucesso veio em Brands Hatch quando Foster conquistou três resultados entre os seis primeiros, incluindo um terceiro lugar no pódio na corrida final. Ele venceu novamente em Donington Park, desta vez subindo do sexto lugar no grid, além de dois 11º lugares.
Snetterton marcou o fim de semana de maior sucesso de Foster na série, já que o piloto de Hampshire conquistou mais uma dupla pole position, sua terceira vitória do ano e mais um segundo pódio ao lado do quarto e quinto nas duas corridas adicionais. Isso também significou que Foster assumiu a liderança da Jack Cavill Pole Position Cup.

### Eurofórmula Open

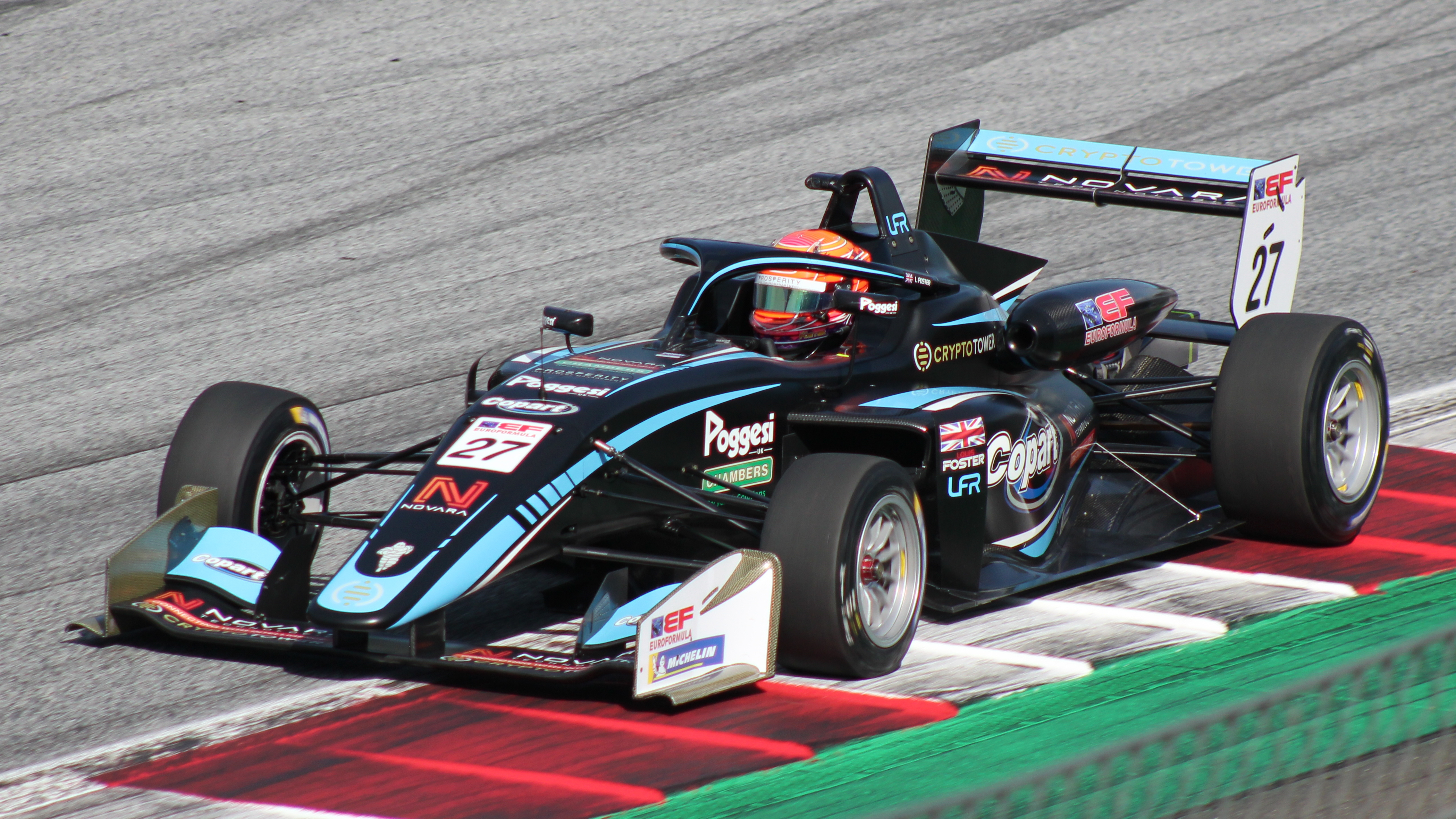
Foster pilotando no Red Bull Ring durante o Eurofórmula Open de 2021.

Foi anunciado em outubro de 2020 que Foster faria sua estreia na Eurofórmula Open no Circuito de Spa-Francorchamps. Competindo com a Double R Racing mais uma vez, Foster conseguiu vencer já na sua segunda corrida.
Depois de sua estreia surpreendente, Foster foi chamado para disputar a rodada final do campeonato, no Circuito de Barcelona-Catalunha, com a pista sediando quatro corridas no lugar da rodada cancelada no Circuito del Jarama. Nas duas primeiras corridas, ele conseguiu a oitava colocação, e na segunda, chegou muito perto da vitória, mas terminou em segundo lugar.
Em 2021, Foster mudou para a CryptoTower Racing para disputar a temporada completa. Ele conquistou a pole position na primeira etapa em Portimão e terminou no pódio nas corridas 1 e 3, depois garantiu mais dois pódios na segunda etapa em Paul Ricard, e conquistou uma tripla vitória na terceira etapa do campeonato em Spa-Francorchamps.
Em setembro, por conta de seu vice-campeonato na Eurofórmula Open, Foster foi indicado ao prêmio Autosport BRDC, mas perdeu para Zak O'Sullivan.

### Indy Pro 2000
No início de 2021, Foster participou de um teste privado com a equipe Jay Howard Driver Development e mais tarde participou do teste Chris Griffis Memorial com a Exclusive Autosport, estabelecendo o tempo mais rápido. Ele decidiu migrar para a Road to Indy, por não ter condições de arcar com os altos custos das categorias de base da Fórmula 1. Para 2022, Foster assinou para dirigir pela Exclusive Autosport durante toda a temporada. Foster se mostrou dominante, vencendo sete corridas, fazendo 12 pódios em 18 etapas, e conquistou o título na rodada final, em Portland, por 61 pontos à frente de Reece Gold.

### Indy NXT

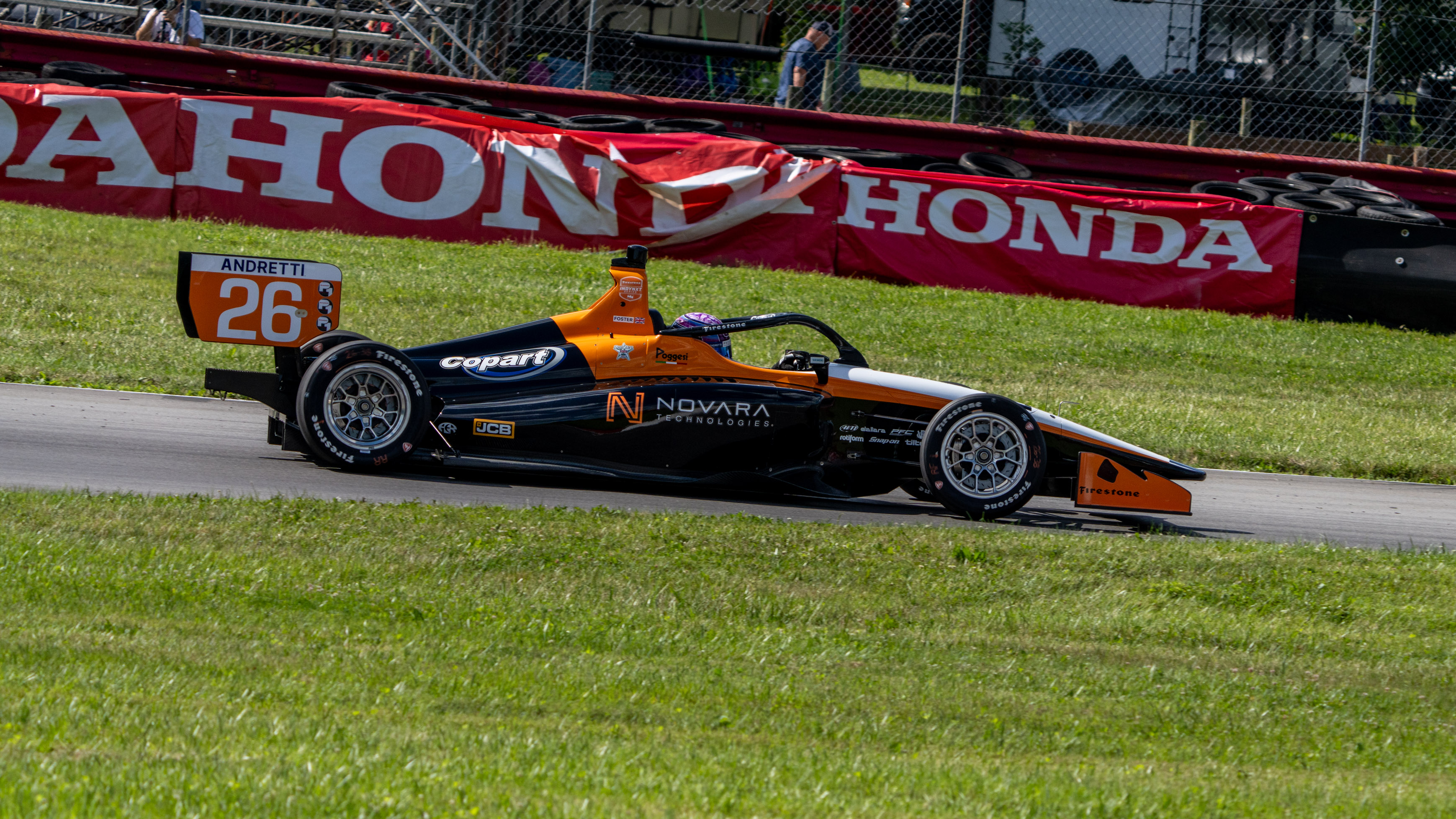
Carro de Foster na Indy NXT de 2024

Após seu título na Indy Pro, Foster foi anunciado como um dos pilotos da Andretti Autosport para a temporada 2023 do Indy NXT. Foster conquistou quatro poles ao longo da temporada, incluindo a estreia em St. Pete, venceu duas vezes e obteve seis pódios, mas não conseguiu manter a consistência e teve que se contentar com um quarto lugar no campeonato de pilotos.
Em 2024, ele seguiu com a Andretti para seu segundo ano na categoria. Foster venceu sete corridas e foi coroado campeão na etapa de Milwaukee, com uma etapa de antecedência. Como prêmio, ele recebeu 850 mil dólares, para gastar na disputa de um teste oval na Texas Motor Speedway, no teste aberto da Indianápolis 500 e no Programa de Orientação de Novatos da IndyCar, além de uma entrada para a Indy 500 e uma entrada para uma corrida adicional da IndyCar.

### IndyCar
Em setembro de 2023, Foster testou um carro da Andretti Autosport na Road America.
Em outubro de 2024, Foster assinou um contrato multianual com a equipe Rahal Letterman Lanigan Racing, iniciando a partir da temporada de 2025 da IndyCar. Seu número não tinha sido divulgado inicialmente, mas depois foi confirmado como sendo o 45, anteriormente ocupado por Christian Lundgaard. Foster teve como companheiros Graham Rahal e Devlin DeFrancesco. Foster conquistou sua primeira pole em Road America, batendo Álex Palou por cerca de um décimo, mas acabou a prova em 11º lugar.

## Resultados

### Resumo da carreira
| Temporada | Categoria                    | Equipe                         | Corridas | Vitórias | Poles | V.M.R. | Pódios | Pts. | Pos. |
| --------- | ---------------------------- | ------------------------------ | -------- | -------- | ----- | ------ | ------ | ---- | ---- |
| 2017      | Campeonato Ginetta Junior    | Elite Motorsport               | 9        | 0        | 0     | 0      | 0      | 75   | 19º  |
| 2017      | Ginetta Junior Winter Series | Elite Motorsport               | 4        | 0        | 0     | 0      | 0      | 76   | 6º   |
| 2018      | Campeonato Ginetta Junior    | Elite Motorsport               | 26       | 9        | 4     | 2      | 19     | 671  | 2º   |
| 2019      | Fórmula 4 Britânica          | Double R Racing                | 30       | 6        | 5     | 9      | 13     | 353  | 3º   |
| 2019–20   | MRF Challenge Formula 2000   | MRF Racing                     | 6        | 1        | 0     | 2      | 2      | 79   | 10º  |
| 2020      | Fórmula 3 Britânica          | Double R Racing                | 24       | 3        | 4     | 1      | 6      | 396  | 3º   |
| 2020      | Eurofórmula Open             | Double R Racing                | 7        | 1        | 0     | 0      | 2      | 57   | 12º  |
| 2021      | Eurofórmula Open             | CryptoTower Racing             | 24       | 3        | 2     | 4      | 13     | 315  | 2º   |
| 2022      | Indy Pro 2000                | Exclusive Autosport            | 18       | 7        | 5     | 10     | 12     | 451  | 1º   |
| 2023      | Fórmula Regional Oceania     | Giles Motorsport               | 9        | 1        | 0     | 4      | 4      | 147  | 12º  |
| 2023      | Indy NXT                     | Andretti Autosport             | 14       | 2        | 4     | 2      | 6      | 410  | 4º   |
| 2024      | Indy NXT                     | Andretti Global                | 13       | 7        | 6     | 7      | 11     | 586  | 1º   |
| 2025      | IndyCar Series               | Rahal Letterman Lanigan Racing | 0        | 0        | 0     | 0      | 0      | 0    | ?    |

### Resultados completos na IndyCar Series
(Legenda) (Corridas em negrito indicam pole position) (Corridas em itálico volta mais rápida) (Corridas com asterisco (*) indicam que o piloto liderou por mais voltas)
| Ano  | Equipe                         | Chassi       | Nº | Motor | 1   | 2   | 3   | 4   | 5   | 6    | 7   | 8   | 9   | 10  | 11  | 12  | 13  | 14  | 15  | 16  | 17  | Pos. | Pts. |
| ---- | ------------------------------ | ------------ | -- | ----- | --- | --- | --- | --- | --- | ---- | --- | --- | --- | --- | --- | --- | --- | --- | --- | --- | --- | ---- | ---- |
| 2025 | Rahal Letterman Lanigan Racing | Dallara DW12 | 45 | Honda | STP | THE | LBH | ALA | IMS | INDY | DET | GTW | ROA | MDO | IOW | IOW | TOR | LAG | POR | MIL | NSH | -    | 0    |